# مریم بنت احمد اذرعی
مریم بنت احمد اَذرَعی (۱۳۱۹ - ۱۴۰۲) (نسب: مریم بنت احمد بن محمد بن ابراهیم اَذرعی) محدث، قاضی و آموزگار علوم اسلامی مصری در سدهٔ هشتم هجری/ چهاردهم میلادی بود. پدربزرگش، ابراهیم اذرعی از «أذرعات» نزدیکی درعای شام بود که ساکن حلب و سپس دمشق شد. به قاهره کوچید و قضاوت را برعهده گرفت و در سال ۷۴۱ق درگذشت. ابن حجر عسقلانی از او اثری با عنوان معجم در یک جلد نام برده است.